# Cheyne Beach Whaling Station
Cheyne Beach Whaling Station est une ancienne station baleinière située en Australie-Occidentale. Celle-ci fonctionne maintenant comme un parc touristique connu sous le nom d'Albany's Historic Whaling Station (station baleinière historique d'Albany, classée State Register of Heritage Places (en)). La station est située dans la baie Frenchman à King George Sound. Elle a été construite dans les années 1950, fonctionnant jusqu'en 1978, date à laquelle la chasse à la baleine a été arrêtée en Australie.
La station tire son nom de Cheynes Beach, une petite communauté côtière située au sud-est d' Albany, et proche du Parc national Torndirrup .

## Historique
La station baleinière a ses racines historiques dans les années 1840. La chasse à la baleine y a vraiment recommencé au début des années 1950 quand la Cheynes Beach Whaling Company a été formée par un syndicat familial de huit pêcheurs. L'entreprise a été transférée sur le site de Frenchman Bay peu de temps après . 

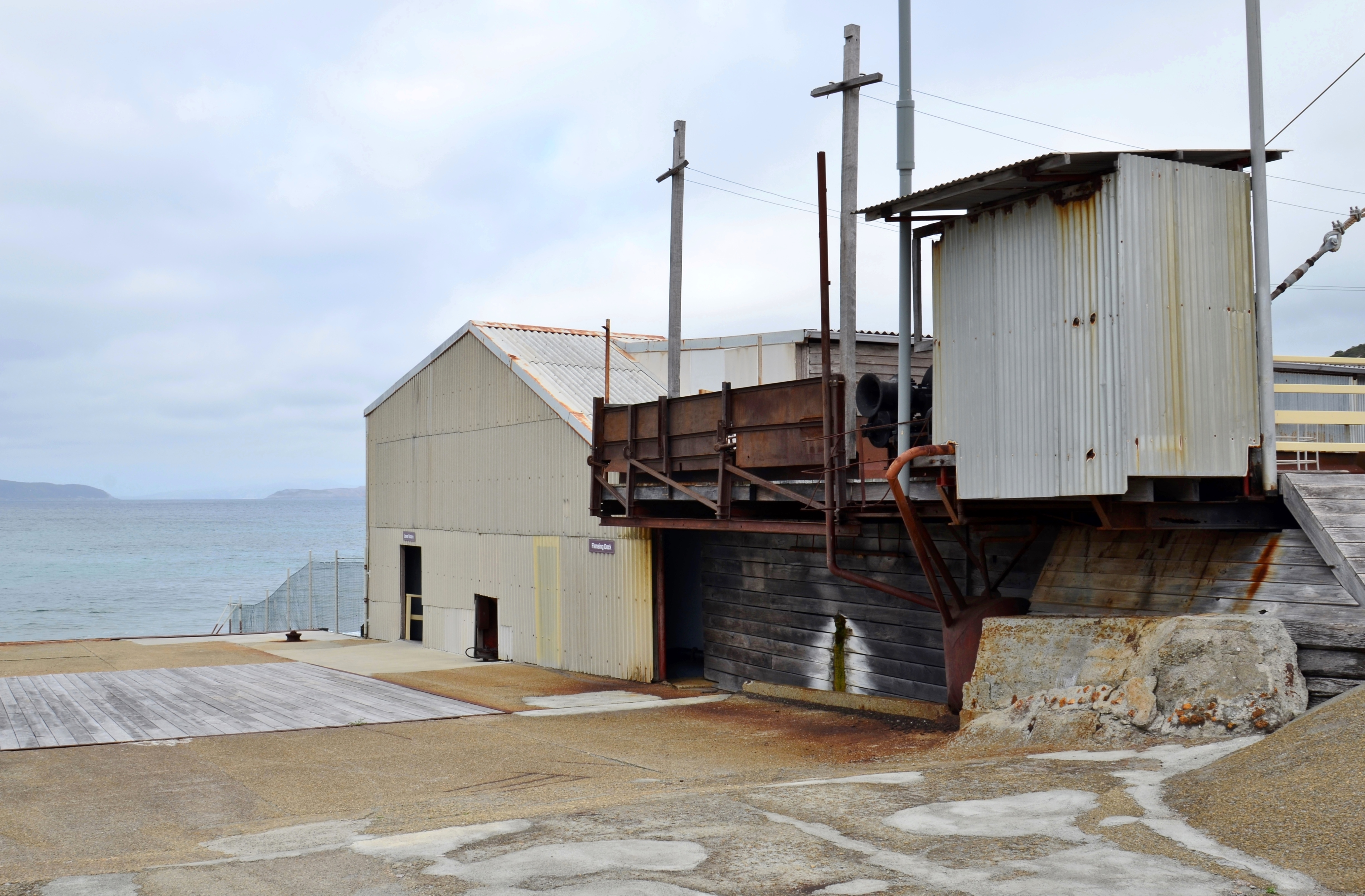
Flensing deck

Des quotas ont été fixés pour les baleines à bosse en 1951 . L'installation industrielle a été construite pour traiter les baleines capturées dans la région et est composée d'un certain nombre de hangars en acier et ateliers en béton, petits bureaux à pans de bois et bâtiments de services ainsi que réservoirs et chaudières . Une grande partie de la station a été construite à partir de l'ancien équipement minier avec une usine de distillation d'alcool de Collie. Le pont de flensing (en) a été construit sur une cale en pierre naturelle avec des treuils à vapeur installés plus haut sur le rivage pour transporter les carcasses.
Après une saison désastreuse en 1962 avec des prises record, la Commission baleinière internationale a mis fin à la chasse aux baleines à bosse des stocks de l'Antarctique, de sorte que la société a commencé à chasser les grands cachalots. L'entreprise est encore restée rentable employant plus de 100 personnes et l'huile était utilisée par la NASA et pour fabriquer des montres suisses. La chasse à la baleine s'est poursuivie depuis la station jusqu'en 1978, date à laquelle la dernière baleine a été capturée légalement dans les eaux australiennes .
Au total, 1 136 baleines à bosse et 14 695 cachalots ont été capturés dans la station entre 1952 et 1978.

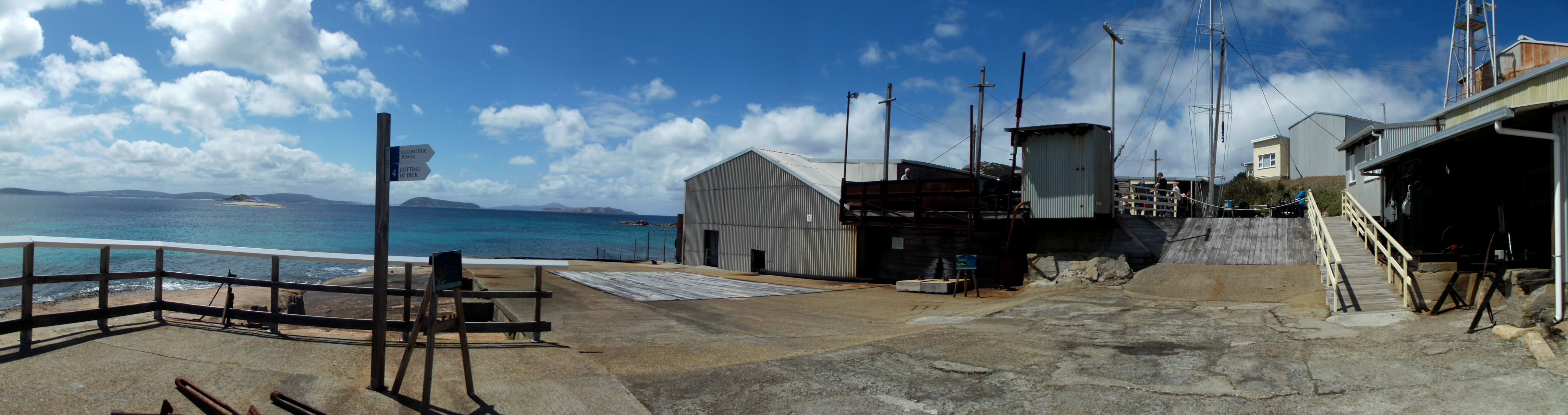
Vue panoramique de la station

## Préservation
La Cheynes Beach Whaling Company a fermé ses portes en 1978 et le site a été donné à la Jaycees Community Foundation en 1980 . La Fondation a converti la station en un musée nommé Whaleworld grâce à des fonds publics et privés. Il a été officiellement ouvert en mai 1985. On y décrit de manière compréhensible l'ensemble du processus de recyclage des baleines par le baleinier et le recyclage industriel ultérieur.
Sur le site se trouve aussi l'ancien navire baleinier Cheynes IV qui est devenu un navire-musée.

## Galerie

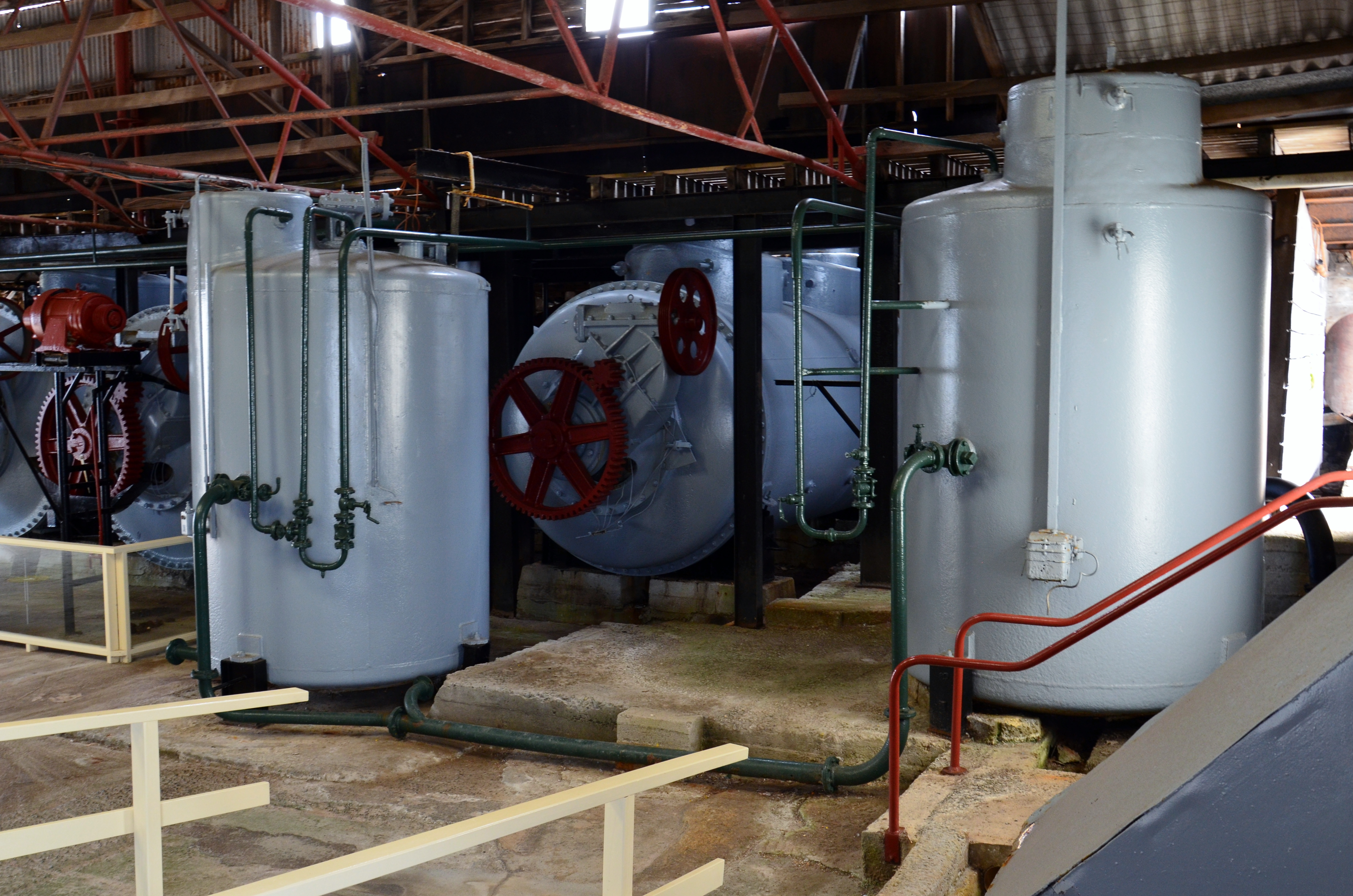
Réservoir à huile
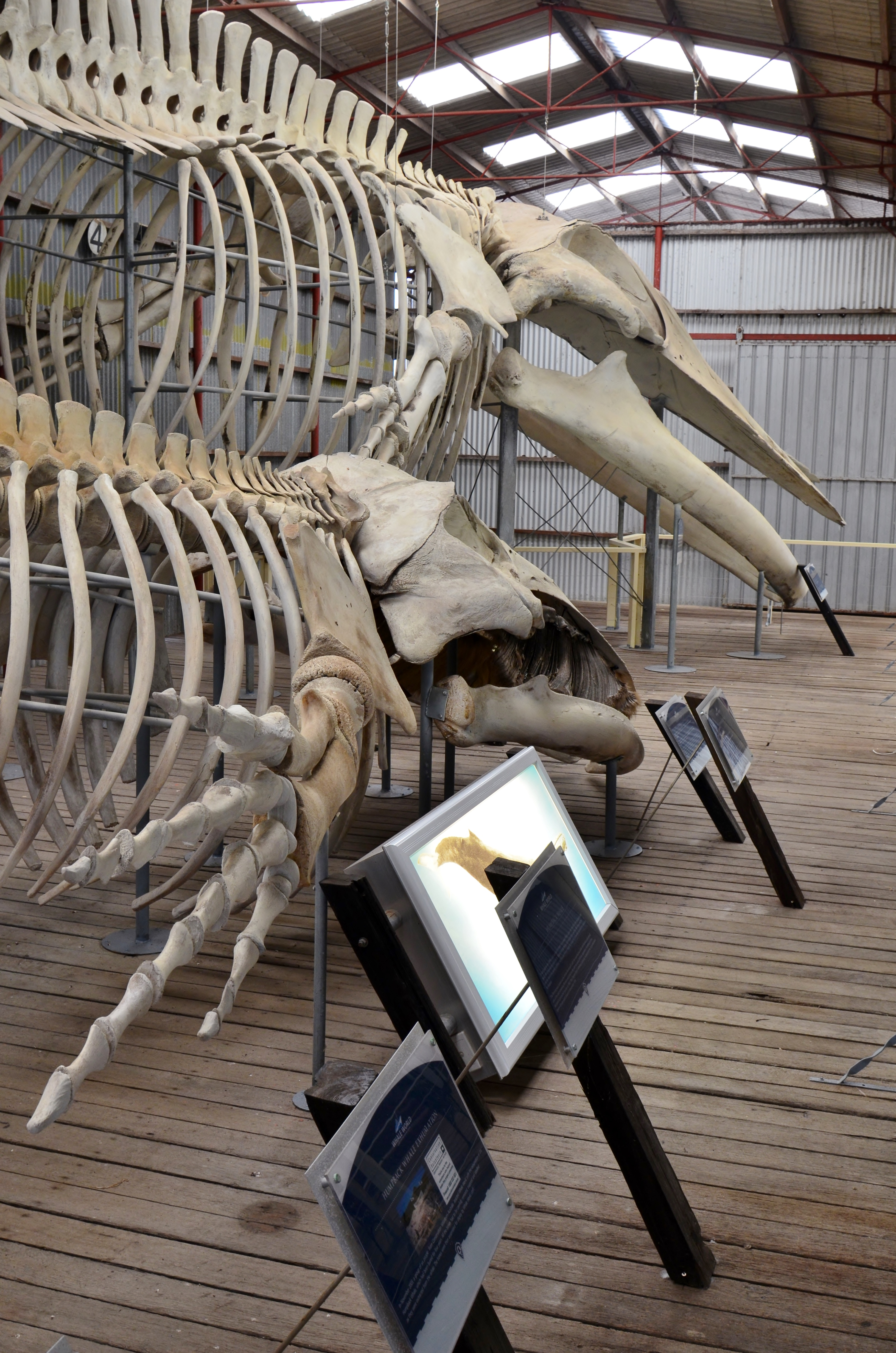
Squelettes de baleine
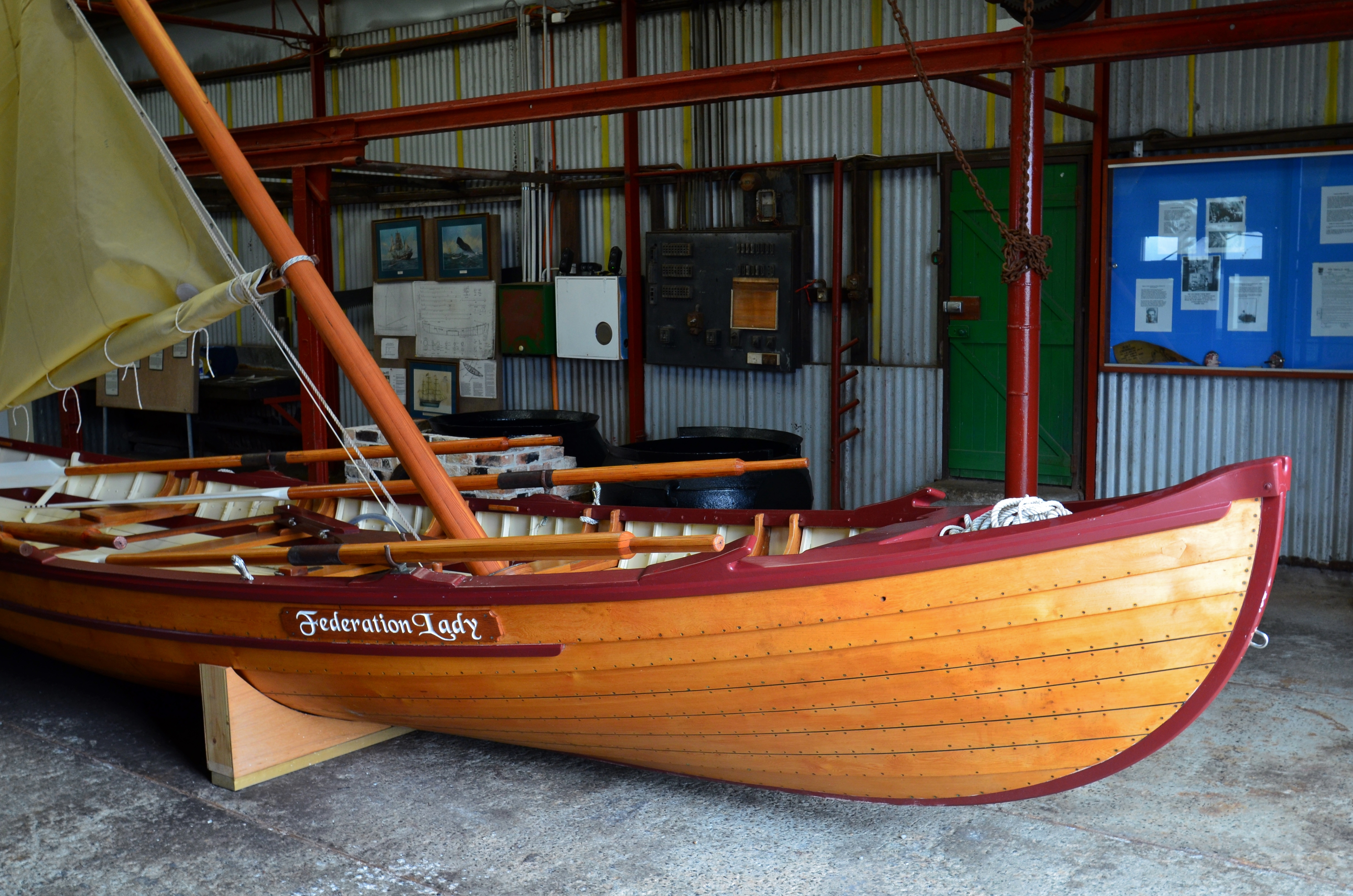
Baleinière